# Mikel Irujo Amezaga

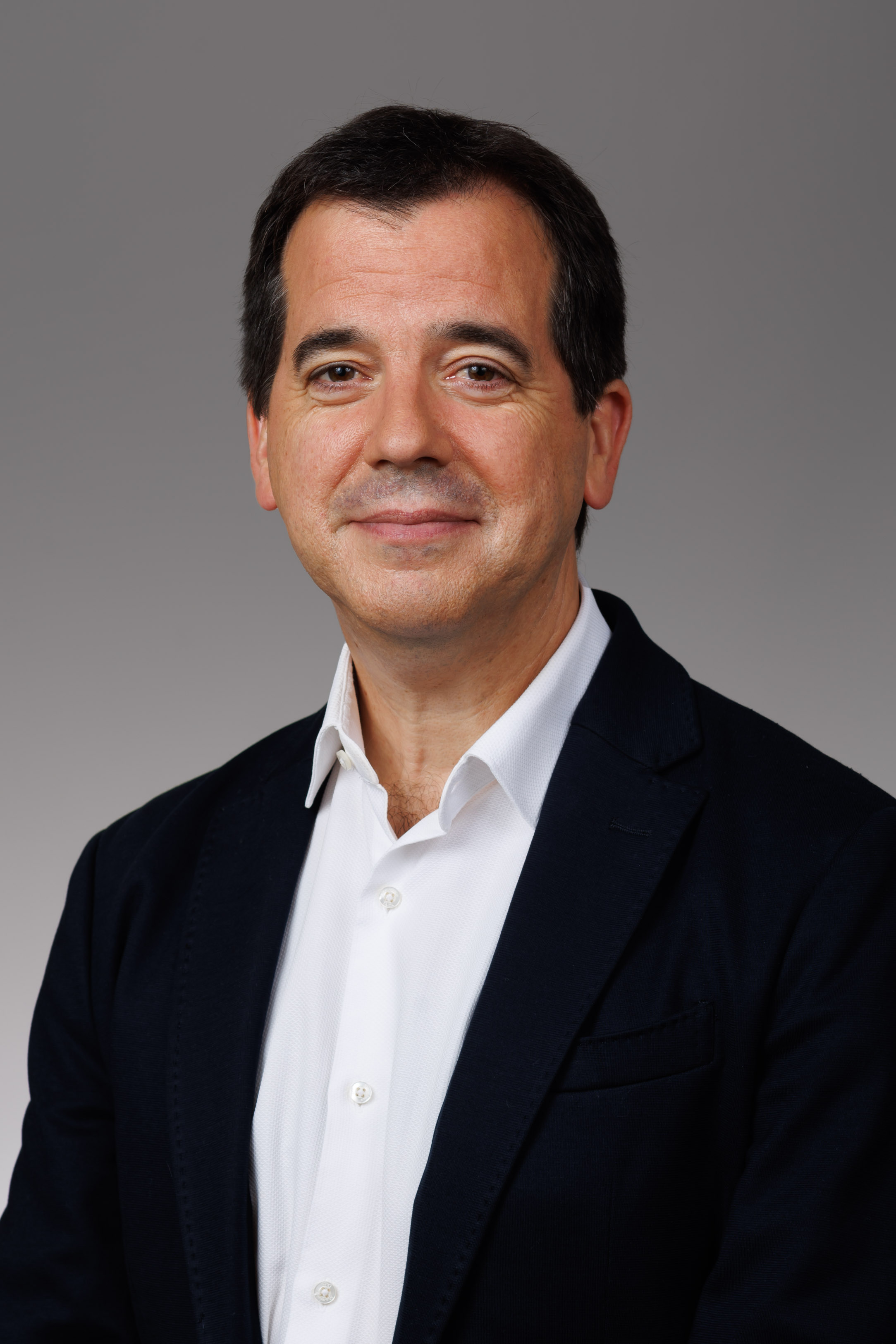
Mikel Irujo Amezaga, 2023

Mikel Irujo Amezaga (* 6. Oktober 1972 in Caracas, Venezuela) ist ein spanischer Politiker der baskisch-nationalistischen Partei Eusko Alkartasuna (EA), deren Vorstand in der Region Navarra er angehört. Von 2007 bis 2009 war er Mitglied des Europäischen Parlaments.

## Berufliche Laufbahn
Irujo studierte Jura an der Universidad de Navarra und absolvierte ein betriebswirtschaftliches Aufbaustudium. Außerdem promovierte in Jura an der Nationalen Fernuniversität Spaniens und erreichte Diplome sowohl der Fernuniversität als auch der Freien Universität Brüssel in der Spezialität Europarecht. Er veröffentlichte verschiedene juristische Studien zur Europäischen Union sowie zur Autonomieregion Baskenland, darunter Euskal Herria en la Unión Europea (Eusko Alkartasuna, 2001).
Seit Juni 1996 arbeitet er als Analyst für die EU-Rechtsetzung und als Verantwortlicher für die Zusammenstellung europäischer Rechtsakte bei einem rechtswissenschaftlichen Verlag.

## Politische Laufbahn
Seit 1991 gehörte Irujo der Jugendorganisation der sozialdemokratischen baskisch-nationalistischen Partei Eusko Alkartasuna (EA) an, die Teil des europäischen Parteienbündnisses Europäische Freie Allianz (EFA) ist. Von 1999 bis 2003 war er parlamentarischer Mitarbeiter im Europäischen Parlament, von 2000 bis 2002 war er außerdem der erste Präsident der neu gegründeten EFA-Jugendorganisation EFA-Youth.
Bei der Europawahl 2004 war er hinter Bernat Joan i Marí (ERC) die Nummer 2 der Wahlliste Europa de los Pueblos („Europa der Völker“), die verschiedene linksnationalistische Regionalparteien umfasste. Da die Liste nur einen Sitz erreichen konnte, zog Irujo zunächst nicht in das Europäische Parlament ein. Entsprechend einer Absprache zwischen den Mitgliedsparteien der Wahlliste trat Joan i Marí jedoch nach der Hälfte der Legislaturperiode im Juni 2007 von seinem Mandat zurück, sodass Irujo als Nachrücker ins Europäische Parlament einzog. Dort gehörte er der Fraktion Grüne/EFA an und war Mitglied im Ausschuss für Kultur und Bildung. Zur Europawahl in Spanien 2009 trat Irujo nicht wieder an.
Auf einem Parteitag im Dezember 2007 wurde er zum Sekretär für Kommunikation von Eusko Alkartasuna gewählt.